# برينتون غريفيثز
برينتون غريفيثز (بالإنجليزية: Brenton Griffiths) هو لاعب كرة قدم جامايكي، ولد في 2 سبتمبر 1991 في سبانيش تاون في جامايكا. لعب مع كولورادو رابيدز.

## وصلات خارجية
- برينتون غريفيثز على موقع الدوري الأمريكي (الإنجليزية)
- برينتون غريفيثز على موقع قاعدة بيانات كرة القدم.إي يو (الإنجليزية)